# 82 г. пр.н.е.
82 (осемдесет и втора) година преди новата ера (пр.н.е.) е година от доюлианския (Помпилийски) римски календар.

## Събития

### В Римската република
- Консули са Гай Марий Млади и Гней Папирий Карбон (за III път).
- Гай Марий Млади е обсаден в Пренест и след ужесточена съпротива се самоубива.
- Оптиматите побеждават във Втората гражданска война на Сула.
- Сула обявява проскрипции срещу политическите си опоненти.[1]
- След смъртта на консулите длъжността на интеррекс се заема от Луций Валерий Флак, за да осигури назначаването на Луций Корнелий Сула за диктатор.[1]
- Сула нарежда на Гней Помпей да потуши въстанията в Сицилия и Африка.

## Родени
- Марк Целий Руф, римски политик и оратор (умрял 48 г. пр.н.е.)
- Публий Теренций Варон, римски поет (умрял 35 г. пр.н.е.)
- Верцингеторикс, галски вожд (умрял 46 г. пр.н.е.)

## Починали
- Гай Марий Младши, римски политик (роден ок. 109 г. пр.н.е.)
- Гней Папирий Карбон, римски политик (роден ок. 135 г. пр.н.е.)
- Квинт Муций Сцевола, римски политик и юрист (роден ок. 140 г. пр.н.е.)
- Гай Марций Цензорин, римски политик